# Cibitoke
Cibitoke é uma província do Burundi. Sua capital é a cidade de Cibitoke.

## Comunas
Cibitoke está dividida em 6 comunas:
- Buganda
- Bukinanyana
- Mabayi
- Mugina
- Murwi
- Rugombo

## Demografia
| 2001    | 2011    |
| 417.132 | 506.357 |